# Пополе
Попо́ле (индон. Pulau Popole) — остров в Зондском проливе Индонезии, между островами Ява и Суматра. Расположен в северной части залива Лада, который также известен под колониальным нидерландским названием как залив Пепер (оба названия означают «перец», соответственно, по-индонезийски и по-голландски).
Площадь острова — 0,45 км². Постоянное население отсутствует. В административном плане остров относится к деревне Чигонданг района Лабуан, входящему в состав округа Пандегланг провинции Бантен.